# Pertyt i antypertyt

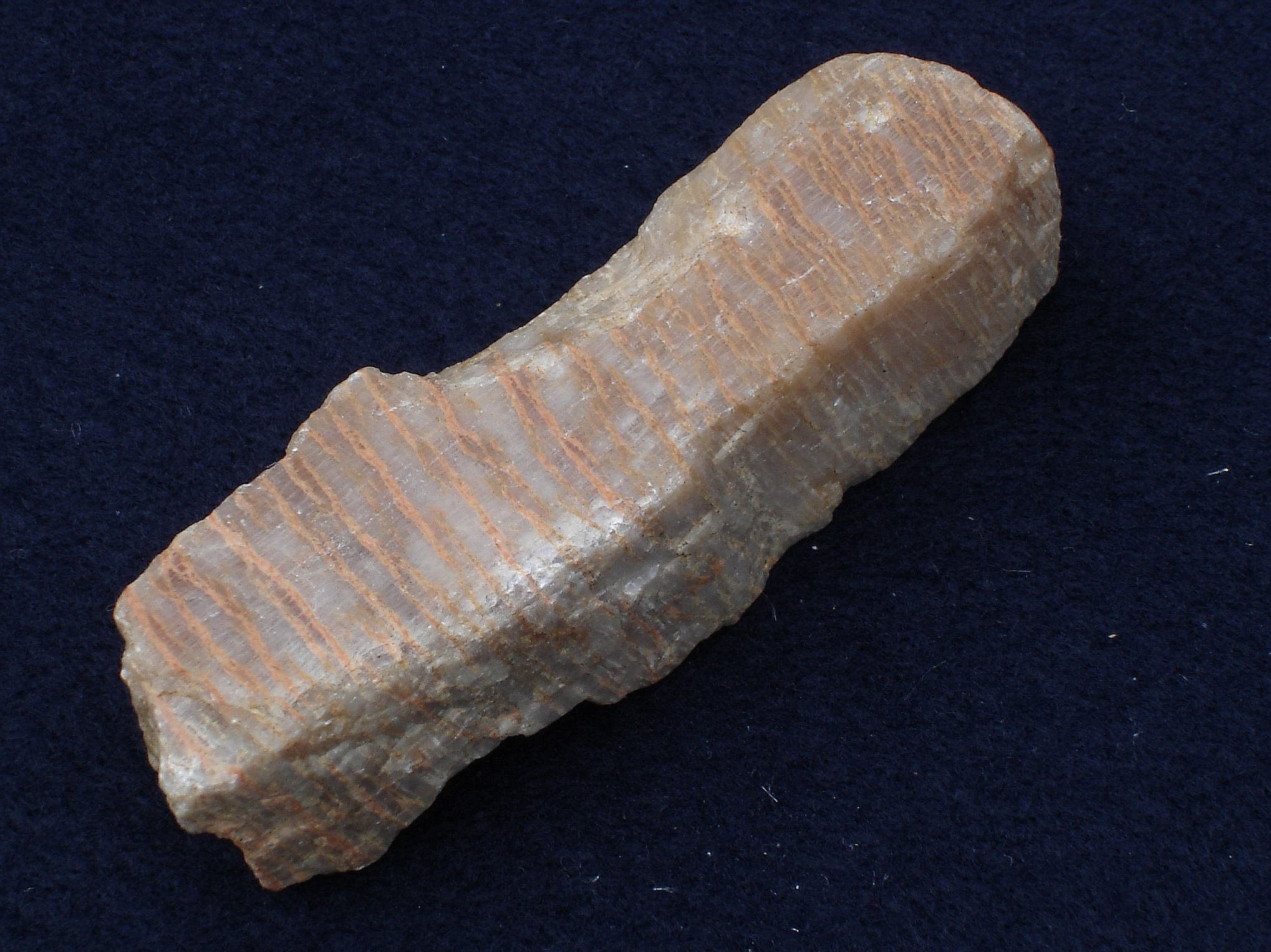
Przykład antypertytu

Pertyty i antypertyty – zrosty mineralne skalenia potasowago (mikroklinu rzadziej ortoklazu) K[AlSi3O8] i sodowego (albitu) Na[AlSi3O8] określanych razem mianem skaleni alkalicznych, o identycznej strukturze. Całkowita ich mieszalność jest możliwa tylko w wyższych temperaturach. Obniżenie temperatury powoduje odmieszanie przeważnej części obu minerałów i powstanie osobnika składającego się z dwóch faz krystalicznych. W przypadku gdy przeważa K-skaleń mówimy o pertycie, natomiast jeśli więcej jest Na-skalenia mówimy o antypertycie.
W zależności od wielkości składników odmieszanych wyróżnia się: pertyty, antypertyty (makropertyty, makroantypertyty), mikropertyty (mikroantypertyty). Mikropertyty i mikroantypertyty są to fazy dostrzegalne dopiero pod mikroskopem, jeśli obraz jest dopiero widoczny pod mikroskopem elektronowym wtedy fazy nazywamy kryptopertytami i analogicznie kryptoantypertytami.
W makropertytach przeważającym składnikiem jest mikroklin przechodzący czasami w ortoklaz, drugą fazę stanowi albit. W mikropertytach albit, pojawia się w towarzystwie oligoklazu (zasobnego w albit, zob. → plagioklazy), lub całkowicie jest przez niego zastąpiony. Kryptopertyty zawierają sanidyn i ortoklaz.
Odmieszanie tych roztworów stałych bywa wykorzystywane jako termometr mineralogiczny